# Cherish You
『Cherish You』（チェリッシュ・ユー）は、松たか子の8枚目のオリジナル・アルバム。2007年4月25日発売。

## 概要
前作『僕らがいた』以来、1年ぶりとなるオリジナル・アルバム。
音楽配信で先行発売された明日、春が来たら 97-07を収録している。
DVD付初回限定盤と通常盤の2形態で発売。
DVDには本作のメイキング映像を収録している。
オリコンチャート10位を獲得した。

## 収録曲

### CD
特記以外　編曲：佐橋佳幸
1. 明日、春が来たら 97-07
  - 作詞：坂元裕二／作曲：日向大介
  - 1stシングルのリメイク
2. みんなひとり -anniversary mix- 
  - 作詞・作曲：竹内まりや／編曲：村山晋一郎
  - 20thシングルの別ミックス。
3. 惑星
  - 作詞・作曲：和田唱
  - TRICERATOPSの和田唱による楽曲提供。
  - 東京スカパラダイスオーケストラが参加している。
4. 春風スクランブル
  - 作詞・作曲：松本素生
  - GOING UNDER GROUNDの松本素生による楽曲提供。
5. イナーシア 
  - 作詞・作曲：河野丈洋
  - GOING UNDER GROUNDの河野丈洋による楽曲提供。
6. Cherish you 
  - 作詞・作曲：橘やなぎ
7. きみの笑顔 きみの涙 
  - 作詞・作曲：松たか子
  - 東京スカパラダイスオーケストラが参加している。
8. リユニオン 
  - 作詞・作曲：竹内まりや／編曲：村山晋一郎
  - フジテレビ系「金曜プレステージ」エンディング・テーマ
  - 演奏に山弦（小倉博和・佐橋佳幸）が参加。
9. 夢のままで 
  - 作詞・作曲：松たか子
10. now and then 
  - 作詞・作曲：松たか子
  - 20thシングル「みんなひとり」のカップリング
11. おやすみ 
  - 作詞・作曲・編曲：小田和正
  - 松たか子のボーカル、小田和正のキーボード&ボーカル、スターダストレビューの根本要のコーラスによる小編成での楽曲。

### DVD
1. Making of "Cherish You"

## 参加ミュージシャン
- 明日、春が来たら 97-07
  - 松たか子：Vocal, Background Vocal
  - 柴田俊文：Rhodes, Synthesizers
  - 石成正人：Acoustic Guitar, Electric Guitar (L)
  - 佐橋佳幸：Acoustic Guitar, Electric Guitar (R)
  - 毛利泰士：Programming, Sampling
  - 飯尾芳史：Programming, Editing
- みんなひとり ｰanniversary mixｰ
  - 松たか子：Vocal, Background Vocal
  - 竹内まりや：Background Vocal
  - 村山晋一郎：Programming, Keyboards, Background Vocal
  - 石成正人：Acoustic Guitar, Electric Guitar
  - 後藤勇一郎ストリングス：Strings
- 惑星
  - 松たか子：Vocal
  - 和田唱：Electric Guitar Solo, Background Vocal
  - 柴田俊文：Piano, Wurlitzer
  - 河村"カースケ"智康：Drums, Tambourine
  - 有賀啓雄：Bass
  - 佐橋佳幸：Electric Guitar
  - NARGO：Trumpet
  - 北原雅彦：Trombone
  - GAMO：Tenor Sax
  - 谷中敦：Baritone Sax
- 春風スクランブル
  - 松たか子：Vocal, Background Vocal
  - 柴田俊文：Piano, Hammond B-3
  - Tatsu：Bass
  - 佐橋佳幸：Electric Guitar
  - 三沢またろう：Percussion
  - 飯尾芳史：Programming, Editing
- イナーシア
  - 松たか子：Vocal, Melodica, Background Vocal
  - 柴田俊文：Cembalo, Hammond B-3, Synthesizers
  - 金原千恵子：Violin
  - 栄田嘉彦：Violin
  - 堀沢正己：Cello
  - 毛利泰士：Programming, Sampling
  - 飯尾芳史：Programming, Editing
- Cherish you 
  - 松たか子：Vocal
  - 柴田俊文：Rhodes
  - 山本拓夫：Tenor Sax
  - 金原千恵子,矢野晴子,桑田穣,村田幸謙：Violin
  - 栄田嘉彦,桐山なぎさ,藤家泉子,岩戸有紀子：Violin
  - 古川原裕仁, 山田雄司：Viola
  - 堀沢正己, 阿部雅士：Cello
  - 一本茂樹：Contrabass
- きみの笑顔 きみの涙
  - 松たか子：Vocal, Background Vocal
  - 斎藤有太：Wurlitzer
  - 古田たかし：Drums, Tambourine
  - 有賀啓雄：Bass
  - 佐橋佳幸：Electric Guitar, Background Vocal
  - Dr.KyOn：Hammond B-3, Solo
  - NARGO：Trumpet
  - 北原雅彦：Trombone
  - GAMO：Tenor Sax
  - 谷中敦：Baritone Sax
- リユニオン
  - 松たか子：Vocal, Background Vocal
  - 小倉博和：Acoustic Guitar (L)
  - 佐橋佳幸：Acoustic Guitar (R), Bass
  - 毛利泰士：Programming, Sampling
  - 飯尾芳史：Programming, Editing
- 夢のままで
  - 松たか子：Vocal
  - 柴田俊文：Piano
  - 河村"カースケ"智康：Drums
  - 有賀啓雄：Upright Bass
  - 石成正人：Acoustic Guitar (L), Electric Guitar
  - 佐橋佳幸：Acoustic Guitar (R)
  - Dr.KyOn：Accordion
  - 三沢またろう：Vibraphone, Percussion
  - 山本拓夫：Flute
- now and then 
  - 松たか子：Vocal, Background Vocal
  - 斎藤有太：Hammond B-3
  - Dr.KyOn：Piano
  - 屋敷豪太：Drums, Tambourine
  - 有賀啓雄：Bass
  - 西村浩二：Trumpet
  - 竹野昌邦：Alto Sax
  - 山本拓夫：Tenor Sax
  - 佐橋佳幸：Guitars
- おやすみ
  - 松たか子：Vocal
  - 小田和正：Vocal, Keyboards
  - 根本要：Vocal